# Герхард III фон Вайлнау-Диц
Герхард III фон Вайлнау-Диц (на немски: Gerhard III von Weilnau-Diez; † сл. 1396) е граф на Вайлнау-Диц.
Той е син на граф Райнхард фон Вайлнау († сл. 1344) и съпругата му Маргарета фон Залца († сл. 1365). Внук е на граф Герхард II фон Вайлнау († 1288) и графиня Изенгард фон Ханау († 1282).
Сестра му Маргарета фон Вайлнау († 1390) е омъжена сл. 15 юни 1380 г. за Конрад V 'Млади' фон Бикенбах, господар на Клингенберг ам Майн († 1393).

## Фамилия
Герхард III фон Вайлнау-Диц се жени за Маргарета фон Тримборн († 1366). Те имат един син:
- Хайнрих VI фон Вайлнау-Диц († ок. 1438), женен за Маргарета фон Крумбах († 1433); имат една дъщеря